# Cleveland Browns 1946
La stagione 1946 dei Cleveland Browns è stata la prima della franchigia nella All-America Football Conference. La squadra, allenata da Paul Brown, concluse la stagione regolare con un record di 12–2, vincendo la Western Division. Guidata dal quarterback Otto Graham, dal fullback Marion Motley e dai ricevitori Dante Lavelli e Mac Speedie, vinse il primo titolo della AAFC battendo i New York Yankees.
I Browns furono fondati da Arthur B. McBride, un magnate dell'industria dei taxi di Cleveland, come uno dei membri inaugurali della AAFC. McBride nel 1945 assunse Brown, un allenatore di successo a livello di scuole superiori e di college. Brown, che servì nella Marina durante la seconda guerra mondiale, iniziò ad assemblare un roster mentre la squadra si preparara a debuttare nel 1946. Dopo avere battuto i Brooklyn Dodgers in una gara amichevole, Cleveland aprì la stagione regolare contro i Miami Seahawks al Cleveland Stadium il 6 settembre, vincendo 44–0. La squadra vinse sei gare consecutive prima di perdere la prima partita contro i San Francisco 49ers con un punteggio di 34–20. Cleveland perse un'altra sfida contro i Los Angeles Dons la settimana successiva, ma si riprese vincendo tutte le ultime cinque gare della stagione, inclusa una vittoria per 66–14 sui Dodgers. Cleveland terminò con il miglior record della lega, centrando un posto in finale contro gli Yankees, vincendo per 14–9.
Lavelli guidò la AAFC in yard ricevute con 843 e 8 touchdown, mentre il placekicker Lou Groza guidò la lega in punti segnati con 84. Graham dal canto suo fu il miglior quartterback della lega con 10,5 yard passate a tentativo. Il suo passer rating di 112,1 rimase un record per il football professionistico finché Joe Montana lo superò nel 1989. I Browns del 1946 stabilirono un record del football professionistico con 67 palloni guadagnati in difesa, un primato ancora attivo al 2021.

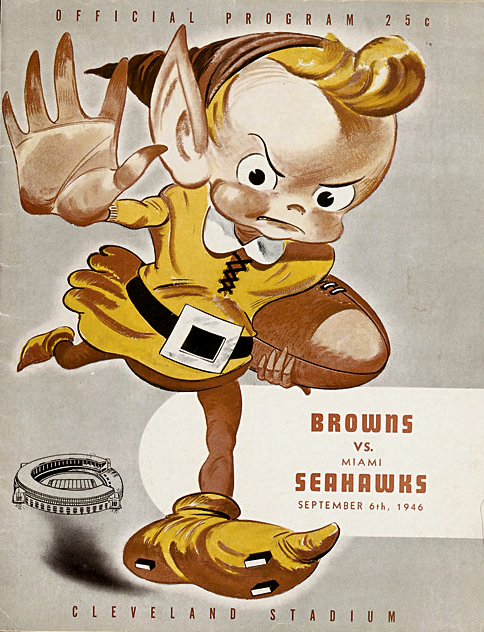
Il programma della prima partita della storia dei Browns contro i Miami Seahawks, raffigurante l'elfo Brownie

## Roster
| Roster dei Cleveland Browns nel 1946 |
| --- |
| Quarterback - 60 Otto Graham - 62 Cliff Lewis - 66 Lou Saban - 64 Bud Schwenk Running Back - 80 Al Akins - 92 Tommy Colella - 99 Fred Evans - 85 Don Greenwood - 90 Edgar Jones - 82 Bill Lund - 88 Bob Steuber - 84 Ray Terrell - 70 Gene Fekete - 76 Marion Motley - 74 Gaylon Smith Wide Receiver - 59 Al Coppage - 55 John Harrington - 56 Dante Lavelli - 54 John Rokisky - 58 Mac Speedie - 50 John Yonakor - 52 George Young Tight End {{{te}}} Offensive Linemen - 34 George Cheroke - 32 Lin Houston - 39 Alex Kapter - 38 Robert Kolesar - 36 Ed Ulinski - 30 Bill Willis - 22 Frank Gatski - 24 Mel Maceau - 20 Mike Scarry - 42 Chet Adams - 48 Ernie Blandin - 46 Lou Groza - 44 Lou Rymkus - 49 Lenny Simonetti Defensive Linemen {{{dl}}} Linebacker {{{lb}}} Defensive Back {{{db}}} Special Team {{{st}}} Lista delle riserve - 40 Jim Daniell (T) - 37 George Groves (G)                                                                                               |
| Legenda - I rookie sono in corsivo. - Il primo ruolo è il principale mentre gli eventuali successivi indicano i ruoli secondari. - (IR) sta per Injured Reserve ed indica la lista ristretta per un solo giocatore infortunato che può tornare ad allenarsi dopo la settimana 6 e a rientrare in prima squadra dopo che questa ha giocato 8 partite. - (NF-Inj.) / (NF-Ill.) stanno rispettivamente per Non-Football Injured e Non-Football Illness ed indicano le liste dove viene inserito un giocatore che ha un infortunio o una malattia non dipendente dal football americano. - (PUP) sta per Physically Unable to Perform ed indica la lista dove viene inserito un giocatore mentre è in attesa di recuperare la condizione fisica. Nella stagione regolare dopo la sesta partita giocata dalla propria squadra, il giocatore ha tempo tre settimane per riprendere ad allenarsi, più tre settimane aggiuntive dal suo rientro agli allenamenti per rientrare in prima squadra. |

## Calendario
| Stagione regolare |              |                        |           |        |                               |          |         |
| Turno             | Data         | Avversario             | Risultato | Record | Stadio                        | Pubblico | Sintesi |
| 1                 | 6 settembre  | Miami Seahawks         | V 44–0    | 1–0    | Cleveland Stadium             | 60,135   | Recap   |
| 2                 | 13 settembre | at Chicago Rockets     | V 20–6    | 2–0    | Soldier Field                 | 51,962   | Recap   |
| 3                 | 22 settembre | at Buffalo Bisons      | V 28–0    | 3–0    | War Memorial Stadium          | 30,302   | Recap   |
| 4                 | 26 settembre | New York Yankees       | V 24–7    | 4–0    | Cleveland Stadium             | 57,084   | Recap   |
| 5                 | 6 ottobre    | Brooklyn Dodgers       | V 26–7    | 5–0    | Cleveland Stadium             | 43,713   | Recap   |
| 6                 | 12 ottobre   | at New York Yankees    | V 7–0     | 6–0    | Yankee Stadium                | 34,252   | Recap   |
| 7                 | 20 ottobre   | Los Angeles Dons       | V 31–14   | 7–0    | Cleveland Stadium             | 71,134   | Recap   |
| 8                 | 27 ottobre   | San Francisco 49ers    | S 20–34   | 7–1    | Cleveland Stadium             | 70,385   | Recap   |
| 9                 | 3 novembre   | at Los Angeles Dons    | S 16–17   | 7–2    | Los Angeles Memorial Coliseum | 24,800   | Recap   |
| 10                | 10 novembre  | at San Francisco 49ers | V 14–7    | 8–2    | Kezar Stadium                 | 41,061   | Recap   |
| 11                | 17 novembre  | Chicago Rockets        | V 51–14   | 9–2    | Cleveland Stadium             | 60,457   | Recap   |
| 12                | 24 novembre  | Buffalo Bisons         | V 42–17   | 10–2   | Cleveland Stadium             | 37,054   | Recap   |
| 13                | 3 dicembre   | at Miami Seahawks      | V 34–0    | 11–2   | Miami Orange Bowl             | 9,038    | Recap   |
| 14                | 8 dicembre   | at Brooklyn Dodgers    | V 66–14   | 12–2   | Ebbets Field                  | 14,600   | Recap   |

## Classifiche
| Western Division    | Western Division | Western Division | Western Division | Western Division | Western Division | Western Division |  | Eastern Division | Eastern Division | Eastern Division | Eastern Division | Eastern Division | Eastern Division | Eastern Division |
|                     | V                | S                | P                | %                | PF               | PS               |  |                  | V                | S                | P                | %                | PS               | PS               |
| ------------------- | ---------------- | ---------------- | ---------------- | ---------------- | ---------------- | ---------------- |  | ---------------- | ---------------- | ---------------- | ---------------- | ---------------- | ---------------- | ---------------- |
| Cleveland Browns    | 12               | 2                | 0                | .857             | 423              | 137              |  | New York Yankees | 10               | 3                | 1                | .769             | 270              | 192              |
| San Francisco 49ers | 9                | 5                | 0                | .643             | 307              | 189              |  | Buffalo Bisons   | 3                | 10               | 1                | .231             | 249              | 370              |
| Los Angeles Dons    | 7                | 5                | 2                | .500             | 305              | 290              |  | Brooklyn Dodgers | 3                | 10               | 1                | .231             | 226              | 339              |
| Chicago Rockets     | 5                | 6                | 3                | .357             | 263              | 315              |  | Miami Seahawks   | 3                | 11               | 0                | .214             | 167              | 378              |